# Zentralklinik Bad Berka
Die Zentralklinik Bad Berka ist ein Krankenhaus im Kurort Bad Berka (Thüringen). Die Klinik entstand 1898 mit der Gründung der „Sophienheilstätte“. Seit 1990 gehört sie zur Rhön-Klinikum AG und ist heute mit etwa 1800 Mitarbeitern größter Arbeitgeber im Landkreis Weimarer Land. Das Krankenhaus ist akademisches Lehrkrankenhaus der Universität Jena.

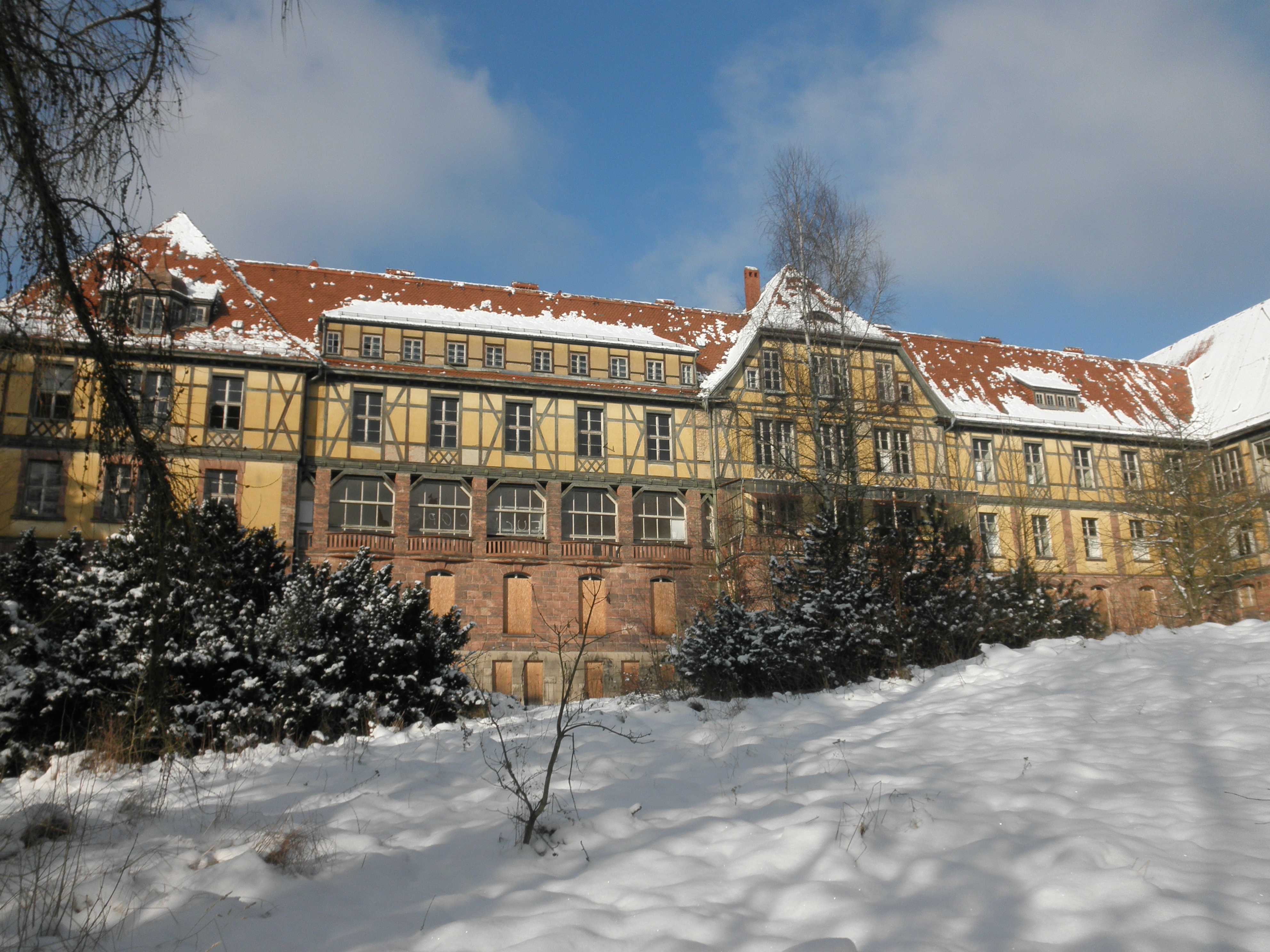
Die historische „Sophienheilstätte“ in München (Bad Berka)

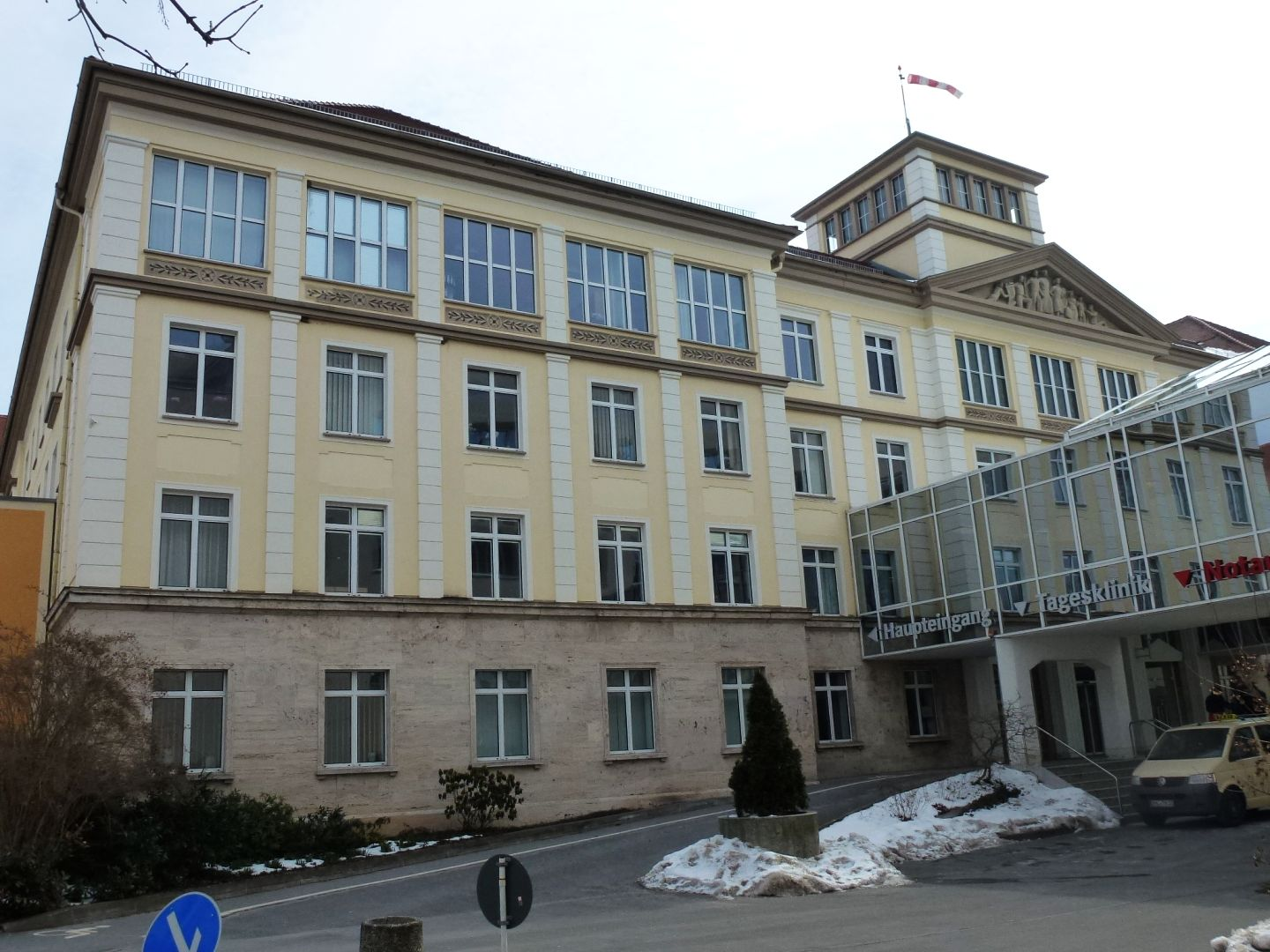
Haupteingang

## Leitung und Trägerschaft
Den größten Teil der Gesellschafteranteile besitzt mit 87,5 % die Rhön-Klinikum AG, die restlichen 12,5 % gehören der Stadt Bad Berka. Die Klinik wird durch Mario Schulter als Geschäftsführer nach außen vertreten. Der derzeitige Ärztliche Direktor ist seit dem 1. Januar 2022 Ulrich Paul Hinkel, Chefarzt der neuen Klinik für Nephrologie.

## Geschichte

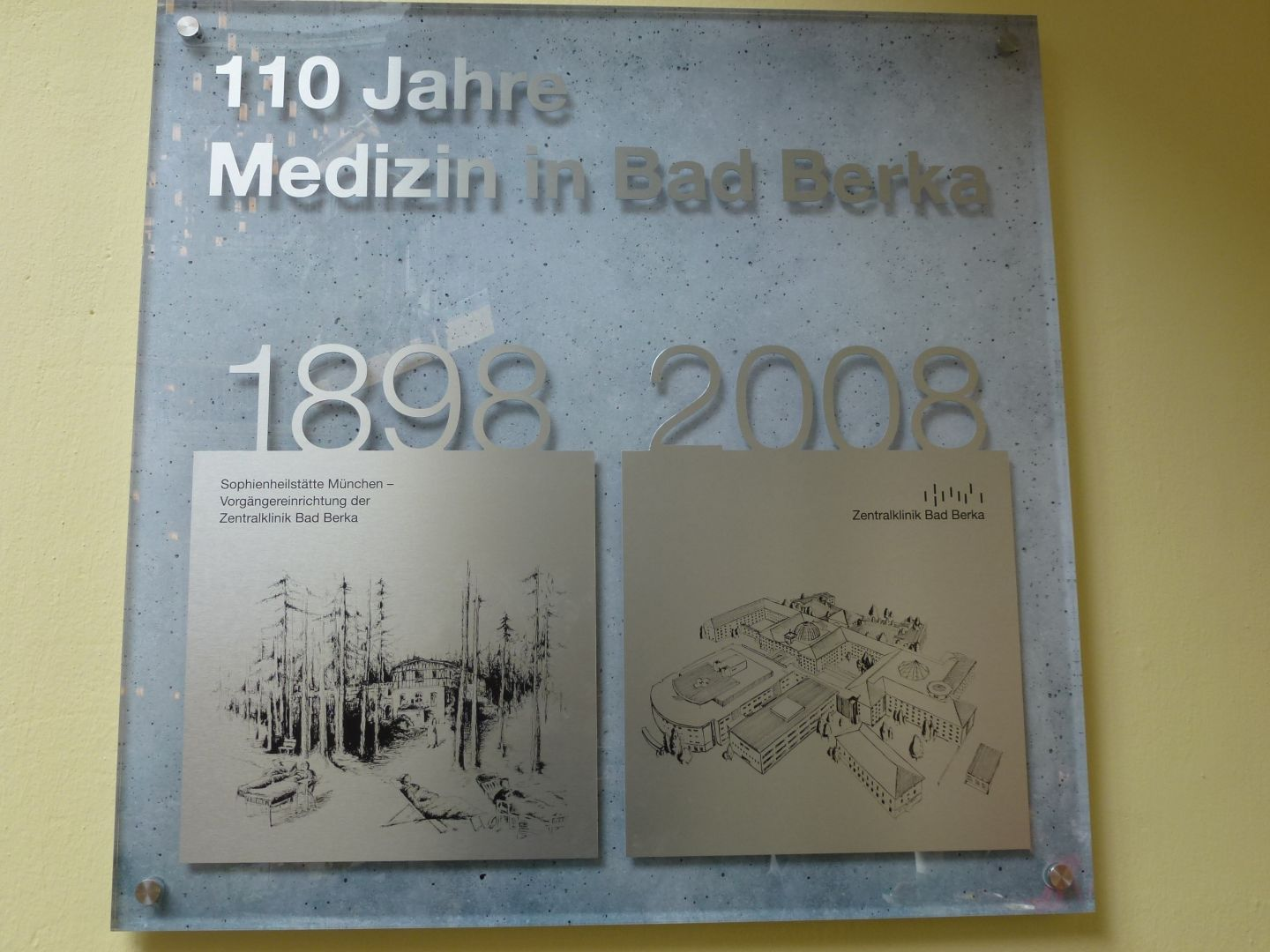
Tafel zur Klinikgeschichte

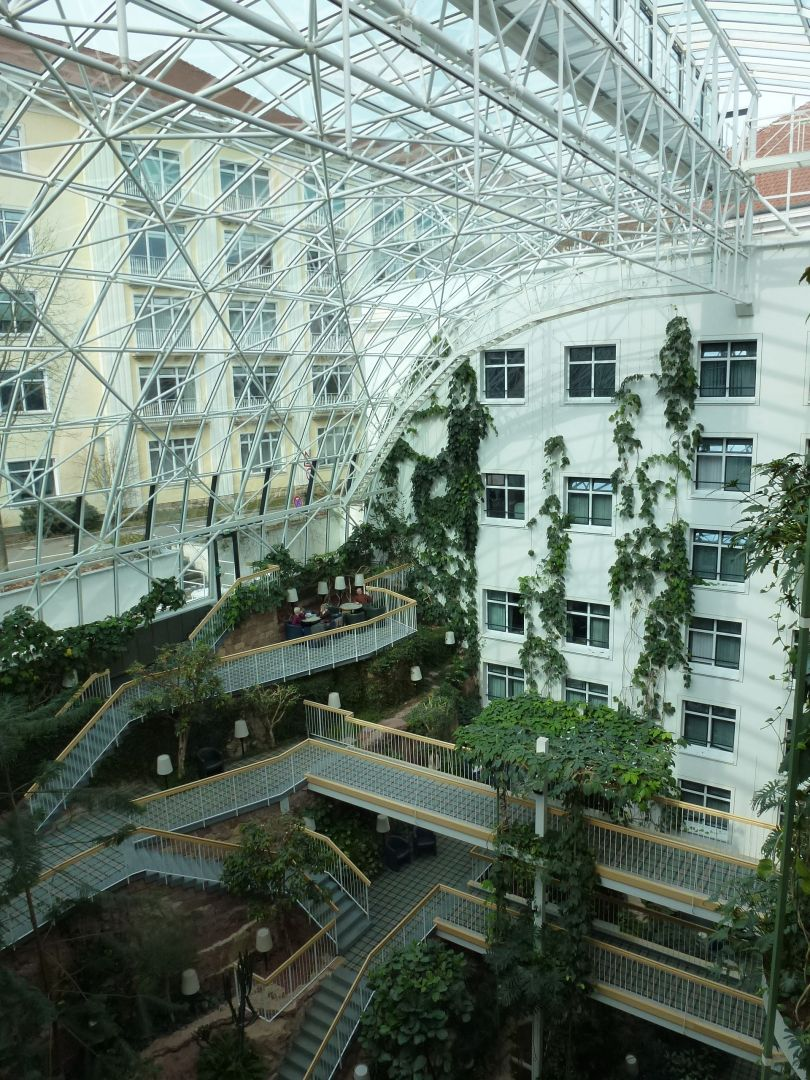
Im Bettenhaus

Am 14. Oktober 1898 wurde in Bad Berka im Ortsteil München die „Sophienheilstätte“ gegründet. Der Name wurde der verstorbenen Großherzogin Sophie von Oranien-Nassau gewidmet. Die Heilstätte war eine Kureinrichtung zur Behandlung Tuberkulosekranker. Bis 1911 stieg die Zahl der Betten auf 200.
Ab dem Jahr 1924 begann die Umwandlung der Kurheilstätte in eine klinische Heilstätte. Hierzu wurden neue Behandlungsräume geschaffen, Laboratorien errichtet und Röntgenapparate beschafft. Es wurden neue Behandlungsmethoden und entsprechende operative Eingriffe für Lungenkranke eingeführt.
1950 plante das Ministerium für Gesundheitswesen der DDR den Bau eines neuen Bettenhauses mit 570 Betten auf der Harth. Bei seiner Realisierung spielte Adolf Tegtmeier, Chefarzt der Sophienheilstätte seit 1934, eine große Rolle. Die zukünftigen Aufgaben der Klinik sollten bald über das Behandeln von Lungenkranken hinausgehen. Die Tuberkulose verlor in den 1950er Jahren ihren Charakter einer Volksseuche, besonders durch die nun möglich gewordene Therapie mit Antibiotika. 1957 wurde nach fünfjähriger Bauzeit die neue Klinik fertiggestellt, welche gleichzeitig der erste Klinikneubau der DDR war. Es erfolgte eine Umbenennung von „Sophienheilstätte“ in „Zentralklinik für Lungenkrankheiten und Tuberkulose“. 1966 wurde die Zentralklinik als fünftes offizielles Herzzentrum der DDR anerkannt. 1973 erweiterte sich das medizinische Angebot um eine urologische und eine orthopädische Fachabteilung, die in München lokalisiert waren. 1974 änderte sich der Namenszusatz in „Zentralklinik für Herz- und Lungenkrankheiten“.
Für die Kinder ihrer Betriebsangehörigen unterhielt die Zentralklinik zu DDR-Zeiten ein Kinderferienlager in Neuendorf am See.
Im Oktober 1990 schloss das Thüringer Ministerium für Soziales und Gesundheit, das zunächst für die Zentralklinik verantwortlich war, einen Kooperationsvertrag mit der Rhön-Klinikum AG, wobei die Rhön-Klinikum AG 75 % der Gesellschafteranteile besaß. Zeitgleich erhielt die Klinik durch das Land Thüringen einen Versorgungsauftrag für die Bereiche Pneumologie, Kardiologie, Thorax- und Gefäßchirurgie, Neurochirurgie, Orthopädie sowie Urologie. Die urologische Fachabteilung wurde 1992 an das Kreiskrankenhaus Blankenhain abgegeben. In den 1990er Jahren fanden an der Klinik Um- und Neubauarbeiten statt, so entstanden zum Beispiel ein neues Bettenhaus mit 488 Betten und ein Zentrum für Intensivmedizin. Mit Fertigstellung der Baumaßnahmen konnten auch eine nuklearmedizinische Fachabteilung sowie Thüringens einziges Querschnittzentrum untergebracht werden. 2004 wurde die Klinik nochmals um sechs weitere medizinische Fachabteilungen erweitert.
Die architektonisch wertvolle Sophienheilstätte München steht seit 1994 leer und ist dem Verfall preisgegeben.

## Medizinisches Angebot
Die Zentralklinik Bad Berka GmbH verfügt über 648 Planbetten und folgende Fachbereiche:
Medizinische Fachabteilungen
- Klinik für Allgemeine Chirurgie/Viszeralchirurgie
- Klinik für Angiologie
- Klinik für Innere Medizin/Gastroenterologie und Endokrinologie
- Klinik für Internistische Onkologie, Hämatologie und Palliativmedizin
- Klinik für Nephrologie
- Klinik für Neurochirurgie
- Klinik für Neurologie
- Klinik für Nuklearmedizin
- Klinik für Orthopädie und Unfallchirurgie
- Klinik für Pneumologie
- Klinik für Thorax- und Gefäßchirurgie
- Klinik für Wirbelsäulenchirurgie

Herzzentrum Bad Berka
- Klinik für Herzchirurgie
- Klinik für Kardiologie und Internistische Intensivmedizin
- Abteilung für Rhythmologie und invasive Elektrophysiologie

Medizinische Zentren
- Interdisziplinäres Notfallzentrum
- Querschnittgelähmten-Zentrum / Klinik für Paraplegiologie und Neuro-Urologie
- Zentrum für Anästhesie, Intensiv- und Notfallmedizin
- Zentrum für diagnostische/interventionelle Radiologie und Neuroradiologie
- Zentrum für Interdisziplinäre Schmerztherapie
- LuKreZIA – Lungenkrebszentrum
- ENETS Center of Excellence

Weitere Fachbereiche
- Abteilung für Labor- und Hygienemedizin
- Apotheke
- Sozialdienst
- Seelsorge
- Therapiezentrum mit Physio-, Ergo- und Sporttherapie

Die Klinik fungiert seit 2008 als Regionales Polytraumazentrum des Landes Thüringen im Traumanetzwerk der Deutschen Gesellschaft für Unfallchirurgie. Zudem ist an ihr der Intensivtransporthubschrauber Christoph Thüringen stationiert.
2020 wurden 19.687 stationäre Fälle, 18.233 teil-, vor- und nachstationäre sowie ambulante Fälle (Gesamtfallzahl: 37.920) behandelt.